# 平野邦雄
平野 邦雄（ひらの くにお、1923年〈大正12年〉3月24日 - 2014年〈平成26年〉9月20日）は、日本の歴史学者。文学博士（東京大学・論文博士・1971年）。東京女子大学名誉教授。専攻は日本古代史。

## 経歴
- 1923年3月24日 島根県松江市に生まれる。
- 島根県立松江中学校(旧制)を卒業。
- 松江高等学校 (旧制)を卒業。
- 東京帝国大学文学部国史学科に入学。
- 学徒出陣により、海軍に入隊。
- 戦後、大学に復帰。坂本太郎教授のもとで日本古代学を専攻。
- 1948年 国史学科を卒業
- 1951年 九州工業大学講師を務める。その後、助教授、教授。
- 1967年 文化庁主任文化財調査官に就任。
- 1970年10月 東京女子大学教授。
- 1971年「大化前代の社会組織に関する研究」で東京大学より文学博士の学位を取得
- 1991年3月 東京女子大を定年退任、名誉教授。
- 1995年～2005年、横浜市歴史博物館館長。
- 2014年9月20日 肺炎のため逝去[2]。91歳没。

## 役職
- 島根県文化財保護審議会会長
- 島根県古代文化活用委員会委員長
- 福岡県太宰府史跡調査研究指導委員会委員長
- 福岡市鴻臚館跡調査研究指導委員会委員長
- 木簡学会会長
- 横浜市ふるさと歴史財団理事長

## 著書
- 『和気清麻呂』吉川弘文館・人物叢書、1964
- 『大化前代社会組織の研究』吉川弘文館 1969日本史学研究叢書
- 『大化前代政治過程の研究』吉川弘文館・日本史学研究叢書 1985
- 『帰化人と古代国家』吉川弘文館 1993
- 『邪馬台国の原像』学生社 2002
- 『史跡保存の軌跡 その苦闘の記録』吉川弘文館 2004
- 『わたしの 「昭和」 ある歴史学徒の「追体験」』平凡社 2013

## 共編著
- 『古代人名辞典』第1巻 竹内理三、山田英雄共編 古代人名辞典刊行会 1956
- 『日本古代人名辞典』全7巻 竹内理三、山田英雄共編 吉川弘文館 1958-77
- 『福岡県の歴史』飯田久雄共著 山川出版社 1974 県史シリーズ
- 東京女子大学古代史研究会『日本霊異記の原像』編 角川書店 1991
- 『新版 古代の日本 第1巻 古代史総論』坪井清足共編 角川書店 1993
- 『木簡が語る古代史』鈴木靖民共編 吉川弘文館 1996-2001
- 『邪馬台国 古代を考える』編 吉川弘文館 1998
- 『大化の改新と壬申の乱 古代天皇制の成立』編 作品社 2003 史話日本の古代
- 『日本古代中世人名辞典』瀬野精一郎共編 吉川弘文館 2006